# Urban Forell
Olof Urban Forell, född 9 oktober 1930 i Berlin, död 27 juli 2021 i Köpenhamn, var en svensk religionsfilosof och professor i teologi vid Köpenhamns universitet.  

## Biografi
Urban Forell föddes 1930 i Berlin som den tredje sonen till Birger och Calise Forell, där de två äldre sönerna bägge dog i lunginflammation 1927. Han växte upp i 1930-talets Tyskland där hans far Birger Forell var kyrkoherde i Victoriaförsamlingen i Berlin fram till 1942, då familjen flyttade till Borås.
Urban Forell tog studenten i Borås och disputerade i Lund 1967 på avhandlingen Wunderbegriffe und logische Analyse, som behandlar begrepp i 1900-talets tyska teologi. Han promoverades av professor Sven Kjöllerström. Han utnämndes då till docent i religionsfilosofi, och blev 1972 professor vid Köpenhamns universitet i systematisk teologi med inriktning mot etik och religionsfilosofi. 
Forell arbetade utifrån en analytisk-filosofisk utgångspunkt och publicerade en rad arbeten inom sina fält. Han intresserade sig även för det kristna kärleksbegreppet, och har diskuterat olika etiska frågor i diverse småskrifter, till exempel Finns det en särskild kristen etik? (1978).
Forell var redaktör för flera volymer av Insikt och Handling. 

### Familj
Forell bodde större delen av sitt liv i Köpenhamn, där han under decennier var mycket aktiv i den svenska Gustafskyrkan i Köpenhamn, men återvände regelbundet till familjens sommarhus i Onsala. Han avled sommaren 2021 i Köpenhamn efter en tids sjukdom.